# 전원도시

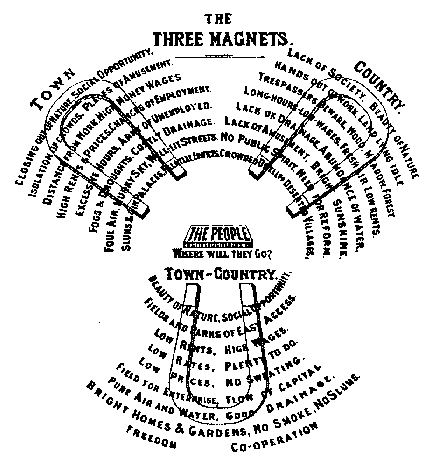
에버니저 하워드의 세 자석 모양의 그림. 여기에는 '도시Town', '전원Country', '도시-전원Town-Country' 중에서 "사람들이 어디에 살 것인가?"를 묻고 있다.

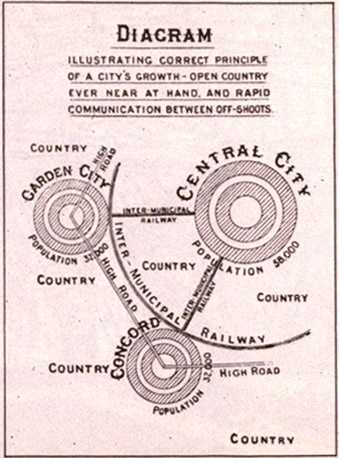

전원도시(田園都市, garden city movement)는 1898년 영국 에버니저 하워드 경이 제창한 도시 계획 방안이다. 전원도시는 자족 기능을 갖춘 계획도시로써, 주변에는 그린 벨트로 둘러싸여 있고 주거, 산업, 농업 기능이 균형을 갖추도록 했다.
유토피아 소설 뒤를 돌아보면서에서 영감을 얻은 하워드는 1898년 내일: 진정한 개혁에 이르는 평화로운 길(To-morrow: a Peaceful Path to Real Reform, 1902년 Garden Cities of To-morrow라는 제목으로 재출간되었다)을 출간했다. 그가 제안한 이상적인 전원도시에는 6,000에이커(24,000,000 제곱미터) 면적에 32,000명의 주민이 살며, 오픈 스페이스와 공원, 여섯 개의 방사형 대로가 배치된 동심원 모양이었다. 전원도시는 자급자족이 가능하며 계획 인구를 초과하면 인근에 다른 전원도시를 배치하게끔 했다. 하워드는 50,000명이 거주하는 중심 도시와 이를 둘러싸며 도로와 철도로 연결된 위성 도시들로 이루어진 도시군을 예견했다.
하워드는 1899년에 전원도시협회(Garden City Association)을 결성했다. 하워드의 이상에 따라 영국 허트포드셔에 두 도시(사실은 마을town) 레치워스와 웰윈을 건설했다. 하워드의 뒤를 이어 전원도시협회 의장이 된 프레드릭 오스본 경은 이 운동을 지역 계획으로 확대했다.
전원도시의 개념은 미국에도 영향을 끼쳤다. 보스턴 인근의 우드본, 버지니아의 뉴포트 뉴스와 인근의 힐튼 마을, 피츠버그의 채텀 마을, 뉴욕의 가든 시티와 퀸스의 서니사이드, 퀸스의 잭슨 하이츠 그리고 포레스트 힐스 가든스와 퀸스의 보로, 뉴저지의 래드번, 테네시의 노리스, 로스앤젤레스의 볼드윈 힐스 빌리지 등이 그 예이다. 캐나다에는 온타리오의 캐퍼스캐싱과 워커빌이 부분적으로 전원도시이다. 아르헨티나에는 시우다드 하르딘 로마스 델 팔로마르가 있다. 독일 최초의 전원도시인 헬레라우는 드레스덴의 교외 도시로, 1909년에 건설되었다. 스칸디나비아에는 1910년에서 1940년 사이 건설된 스톡홀름의 브롬마가 있으며, 이곳에는 국제적으로 찬사를 받은 바 있는 기능주의적 전원도시인 쇠드라 욍비가 있다.
이 개념은 바이마르 시대 독일의 노동자 주택 건설에 적용되었으며, 2차 대전 이후 영국에도 다시 채택되어, 뉴타운법을 통해 하워드의 인류평등주의적 관점에 기반한 새로운 도시 발달에 계기가 되었다. 전원도시 운동은 스코틀랜드 출신 도시주의자(urbanist) 패트릭 지즈 경이 1920년대 당시 영국 위임통치령이던 이스라엘의 텔아비브 계획에도 영향을 주었다. 지즈는 1925년 텔아비브 계획을 시작하여 1927년 최종본을 제출했다. 그리하여 1930년대 이 전원도시의 모든 성장은 지즈의 계획에 "기초"하여 진행되었다. 변화는 피할 수 없는 것이었다.
신도시주의자나 정보도시원칙같은 오늘날의 도시계획 헌장들은 이 운동에서 그 기원을 찾고 있다. 현재 많은 전원도시가 세계 전역에 분포하고 있다. 그러나 상당수의 도시는 당초 하워드의 예상과 달리 베드타운으로 전락하고 말았다.
최근 영국의 도시 계획 협회(전원도시협회의 후신)는 창립 108주년을 맞아 영국의 현재 뉴타운와 에코타운에 전원도시와 전원교외 원칙을 적용하자고 요구한 바 있다.

## 같이 보기
- 도시
- 교외
- 베드타운
- 신도시주의
- 에버니저 하워드